# Sky Racing Team VR46

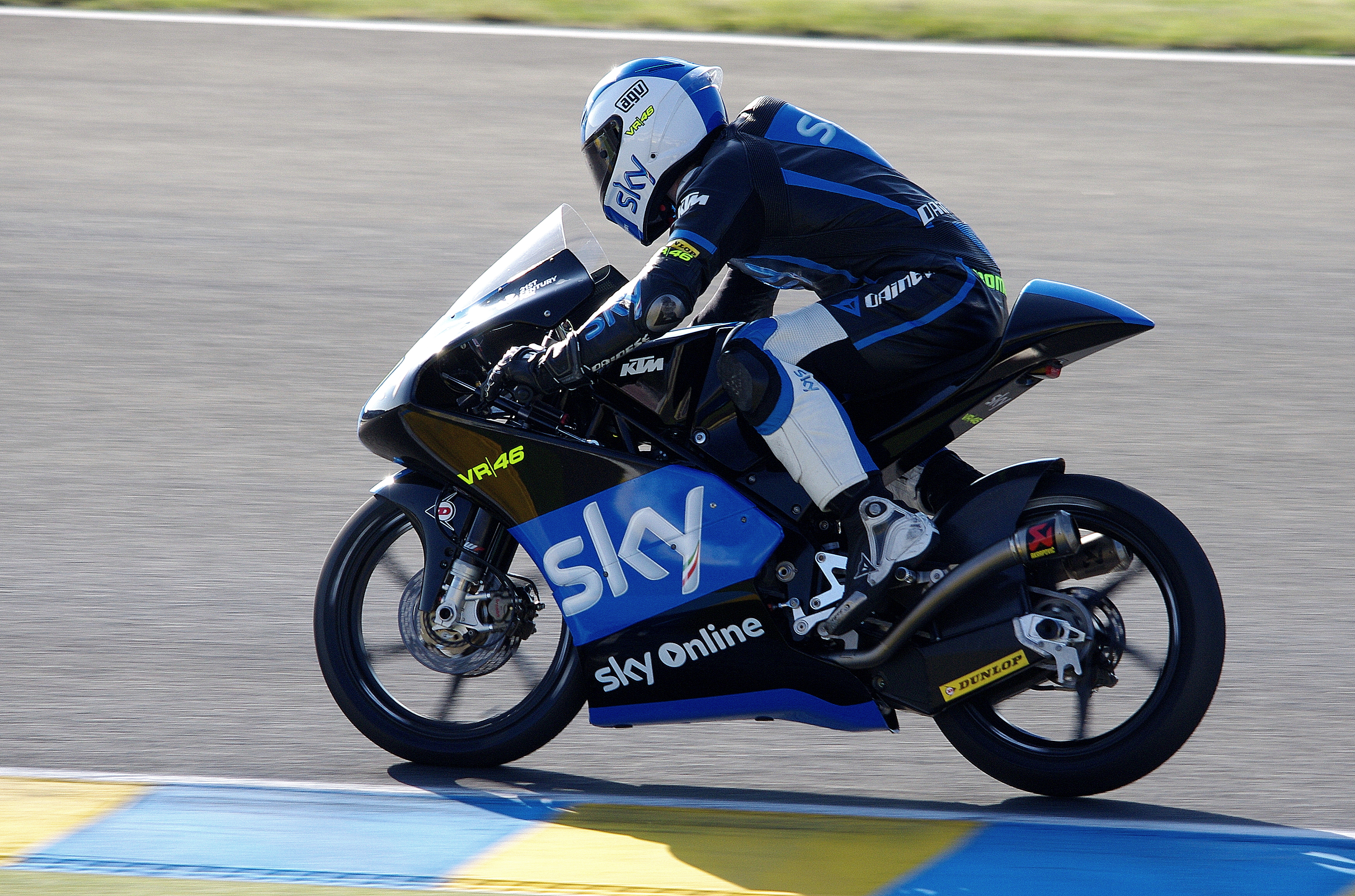
Romano Fenati, Sky Racing Team VR46, Moto3 2016.

VR46 Racing Team är ett italienskt stall som tävlar i världsmästerskapen i Grand Prix Roadracing. Ägare är Valentino Rossi och huvudsponsor satellit-tv-bolaget Pertamina. Stallet har deltagit i Moto3-klassen sedan 2014 och Moto2-klassen sedan 2017. Största framgång är Francesco Bagnaias världsmästartitel i Moto2 säsongen 2018. Teamchef sedan 2015 är Pablo Nieto.